# 긴털풀밭쥐
긴털풀밭쥐(Abrothrix longipilis)는 비단털쥐과 안데스밭쥐속에 속하는 설치류의 일종이다. 아르헨티나 중부와 남부, 칠레에서 발견된다. 칠레 남부의 샌본풀밭쥐(Abrothrix sanborni)는 긴털풀밭쥐와 구별되지 않을 수도 있다.

## 특징
긴털풀밭쥐는 크고 튼튼한 풀밭쥐로 머리부터 몸까지 길이는 약 130mm이다. 넓은 범위에서 다양한 색을 띠지만, 대부분의 개체군의 등 쪽 털은 긴 조모와 함께 불그스레한 갈색을 띠고 옆구리는 좀더 회색을 띠고 하체는 회색이다. 꼬리는 윗면은 검고 아랫면은 희미한 2가지 색을 띤다.

## 분포 및 서식지
칠레 중부와 남부에서 발견되며, 아르헨티나 남단 지역의 파타고니아 지방 리오네그로 주와 추부트주에서도 서식한다. 주요 서식지는 노토파구스 숲 지역이지만, 암반 지역과 습지, 남미 벼과 초목 식물 지역, 관목 스텝 지대이다.

## 생태
긴털풀밭쥐는 낮과 밤 모두 활동적이다. 굴을 잘 파는 동물이지만, 나무도 잘 오르는 동물이다. 아르헨티나에서 먹이는 장과류와 씨앗, 곤충, 새우, 벌레, 균류, 고사리 포자 등이다. 칠레 지역에서 먹이는 곤충과 식물 또는 곤충과 균류, 곤충 또는 균류만으로 이루어져 다른 지역과 차이가 난다. 번식은 봄과 여름에 한다. 평균적으로 4마리 이하의 새끼를 낳지만, 적어도 일부 개체군은 겨울철에 두 배 이상 새끼를 낳는다. 파타고니아 지방 노토파구스 숲 서식 범위에서 봄에 헥타르 당 0.4~4.8마리가 서식하지만, 가을에는 헥타르 당 2.8~10.8마리가 서식한다. 포식자는 원숭이올빼미와 작은뿔수리부엉이, 붉은발올빼미, 흰꼬리솔개, 남아메리카회색여우이다. 한타바이러스심폐증후군의 주요 원인균인 안데스 바이러스의 가장 중요한 자연 숙주 종이기도 하다.

## 보전 상태
긴털풀밭쥐은 분포 지역이 넓고, 전체 개체군 크기가 큰 것으로 추정된다. 개체수가 감소 추세를 보이는 것으로 추정되지만, 개체수가 풍부한 종으로 관심을 일으키는 정도는 아니기 때문에 국제 자연 보전 연맹(IUCN)이 보전 등급을 관심대상종으로 분류한다.